# 特辛多基山
43°01′26″N 2°05′13″W / 43.02389°N 2.08694°W

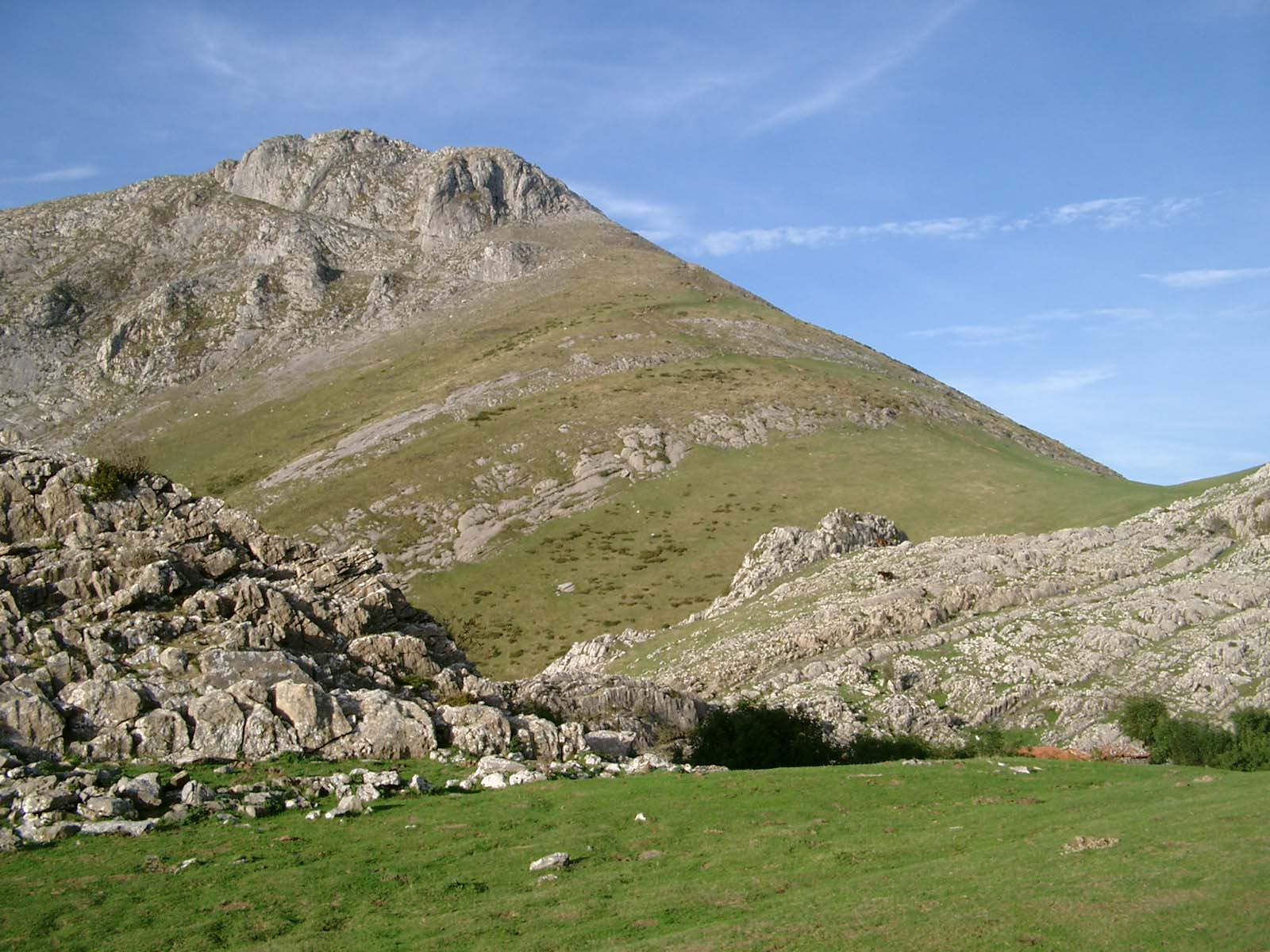

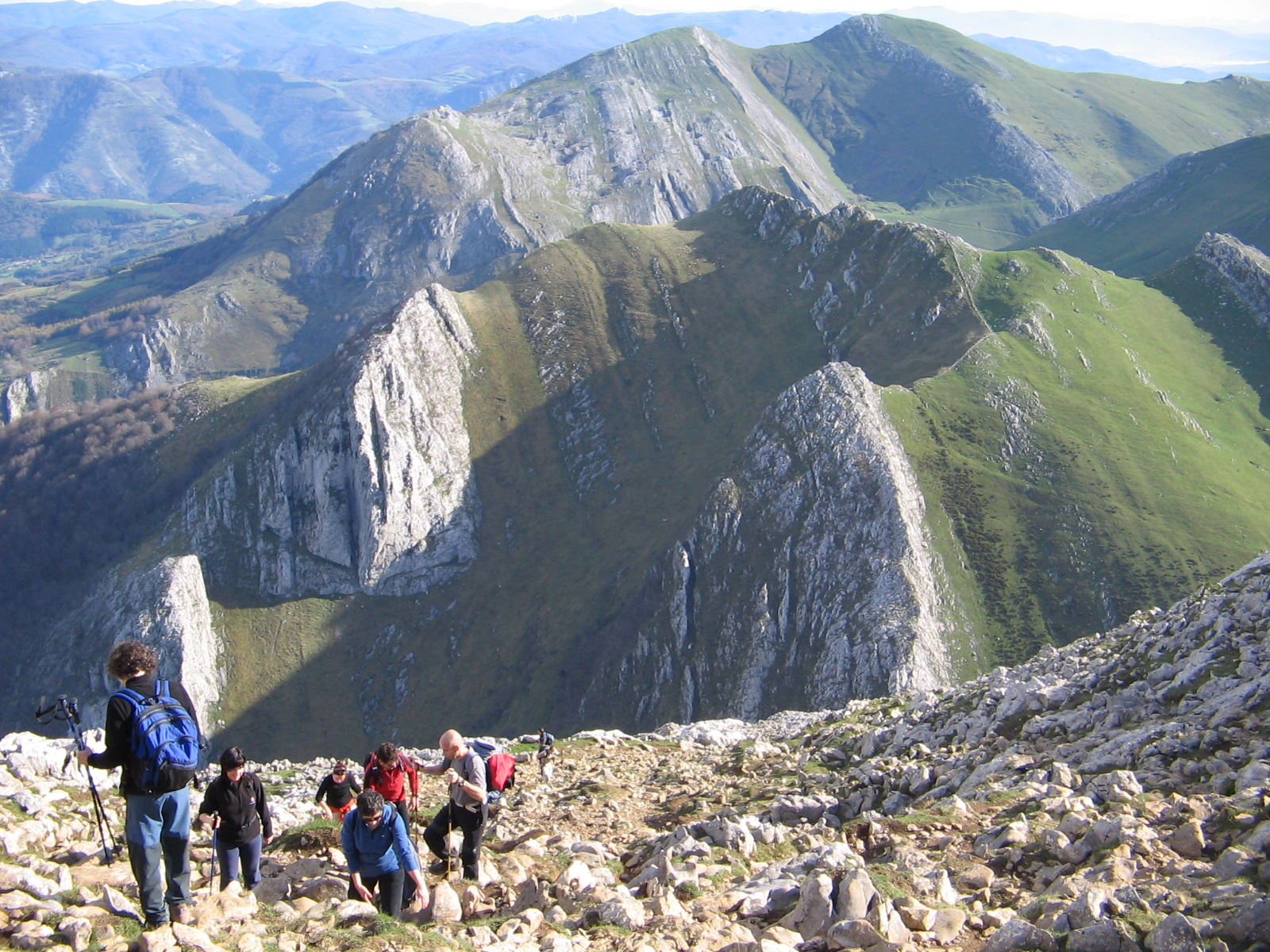

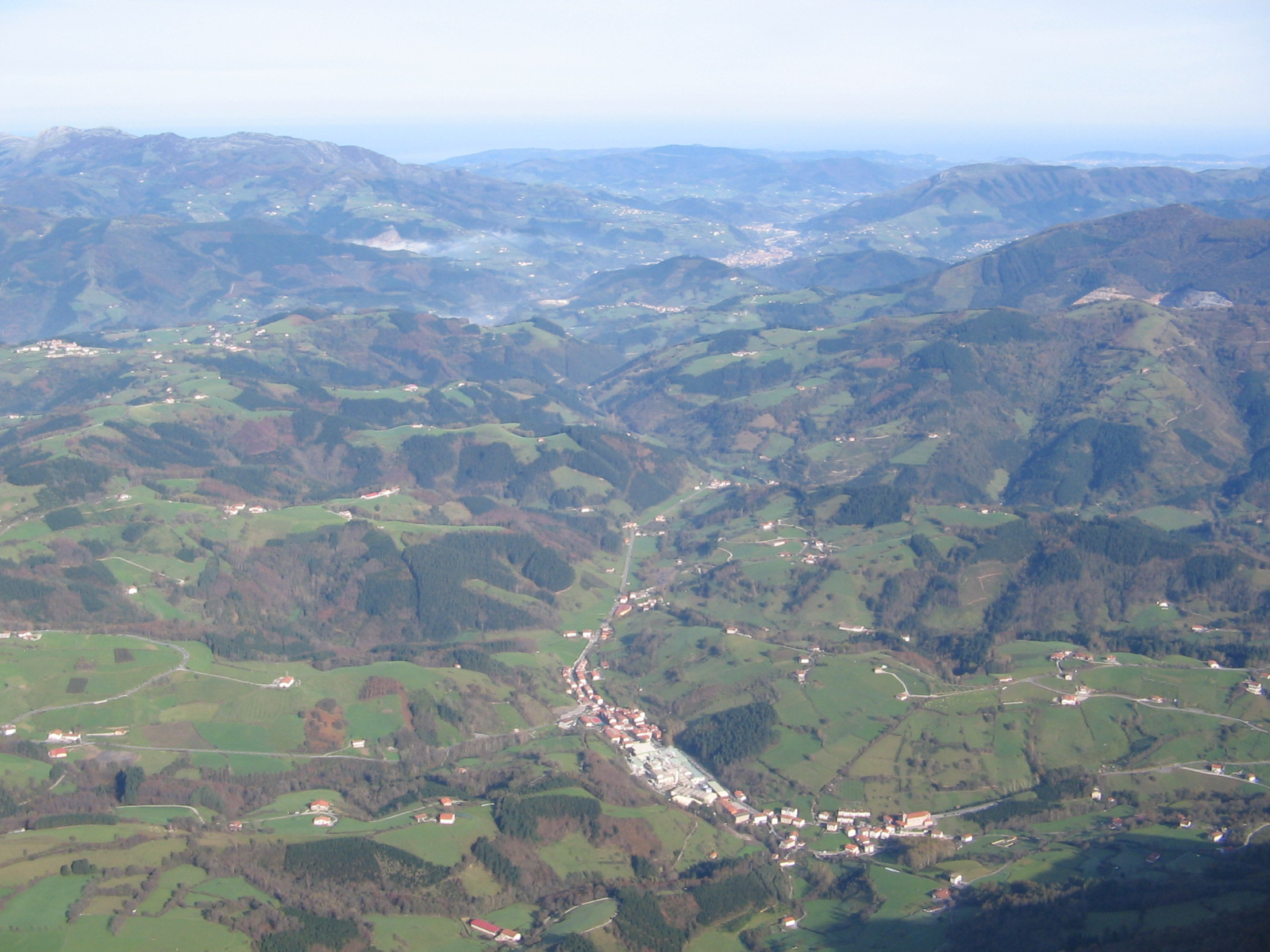

特辛多基山（西班牙語：Txindoki），是西班牙的山峰，位於該國北部巴斯克自治區，處於吉普斯夸省和納瓦拉之間，屬於巴斯克山脈的一部分，海拔高度1,346米。